# Erland von Koch
Sigurd Christian Jag Erland Vogt von Koch (26 de abril de 1910-31 de enero de 2009) fue un compositor sueco. Escribió sinfonías, ballets, una ópera, y otras composiciones, incluyendo bandas sonoras para cine.

## Vida y carrera
Nacido en Estocolmo como hijo del compositor Sigurd von Koch (1879-1919), Erland von Koch estudió en el Conservatorio de Estocolmo de 1931 a 1935 y posteriormente superó los exámenes de maestro de capilla avanzado y organista. Entre 1936 y 1938, vivió en Alemania y Francia para proseguir sus estudios en composición con Paul Höffer, de dirección orquestal con Clemens Krauss, y piano con Claudio Arrau. Más tarde, tomó clases privadas con Tor Mann en Suecia.
Además de impartir clases en la Karl Wohlfarts Musikschule de 1939 a 1945, von Koch también pasó los dos últimos años de este período de trabajo como experto de sonido y director de coro para la emisión en la radio. Compuso mucha música para la industria del cine sueco. De 1953 a 1975 fue profesor de armonía en el Conservatorio de Estocolmo, donde fue nombrado profesor en 1968.
Von Koch se convirtió en miembro de la Real Academia Sueca de Música en 1957. Ha recibido numerosos otros honores y premios a nivel nacional e internacional por sus composiciones. Ha escrito seis sinfonías (de las cuales la quinto, Lapponica, está dedicado al pueblo lapón), doce danzas escandinavas, una ópera (Pelle Svanslös), cinco ballets, así como de música para banda (orquesta de viento).
Incluso siendo un nonagenario siguió  componiendo y estudiando cada día. Sus obras puede ser descritas como sin complicaciones y su lema siempre fue «mantener la melodía».

## Composiciones (selección)

### Música para escenario
- Ópera: Pelle Svanslös (1955)
- Ballet: Askungen (1961-63)

### Bandas sonoras
- entre otras, para Ingmar Bergman: (Crisis, Barco a la India, Llueve sobre nuestro amor, Musik i mörker, Ciudad portuaria, Prisión), así como Kvinnan bakom allt, Den vita katten, Chica con jacintos, Dynamit, När ängarna blommar

### Música orquestal
- Ballet-obertura para gran orquesta (1943, rev 1956)
- Nordiskt Capriccio, Op. 26 (1943)
- Seis sinfonías: n.º 2 (1945) Sinfonia Dalecarlia, n.º 4 (1952-53, revisada en 1963) Sinfonia seria, n.º 5 Lapponica (1977), n.º 6 Salvare la terra (1992)
- Concierto para viola, Op. 33 (1946, rev 1966)
- Sinfonietta, Op. 44 (1949)
- Concierto para violonchelo y orquesta (1951, rev 1966)
- Oxbergvariationer (1956)
- Danza-rapsodia (1957)
- Conciertos para piano (1956)
- 12 Danzas escandinavas para orquesta (1958)
- Concierto de saxofón (1958) dedicado a Sigurd Raschèr
- Concierto lírico para orquesta de cuerda (1961)
- Impulsi para orquesta (1964)
- Concierto para guitarra

### Música de cámara
- Seis cuartetos de cuerda
- Sonatas para violín (1965), (1975)
- Partita Amabile y otras obras para guitarra
- Larghetto para viola (o violonchelo) y piano (1937, rev 1966)
- Lyrisk episod (Episodio lírico) para viola y piano, Op. 29 (1944)

### Vocal
- Canciones[4]